# White City, Florida
White City är en ort i St. Lucie County i delstaten Florida, USA.